# 原振俠系列
《原振俠系列》是香港科幻作家倪匡以第三人稱叙述的科幻冒險故事系列，主角原振俠是一名怪異經歷頗多的醫生。《原振俠系列》共有三十二部作品，從1981年脱稿的第一本《天人》，到最後一本於1992年完成的《天皇巨星》，創作時間恰好十年。與倪匡其他的系列小說相比，《原振俠系列》更注重男女間感情的描寫，而且經常是一見鍾情繼而生死相許的戀情。原振俠本人先後愛上女將軍黃絹、女特工海棠、巫術女王瑪仙三個女子。雖然同時有多位絕色美麗的女朋友，卻並不能獻給她們真正的愛情，而且他的個性優柔寡斷，更願意沉溺於理想的世界，而不能完全接受與他相當現實的女朋友們。
之後倪匡因移民而停筆，但他授權曾是香港作家協會理事的沈西城，用「原振俠」為筆名繼續撰寫此系列的科幻小說。沈西城的小說叫作《原振俠新傳奇系列》，以原振俠第一人稱撰寫，至今約有二十多本出版發行。其中沈西城所寫的第一部《原振俠新傳奇系列之魔狼》，卻被2002年1月2日出版的第478期《東週刊》圖文並茂叙述是抄襲自田中芳樹的小說《夢幻都市》，於報導中沈西城亦大方承認他所寫的小說多半是抄考自外國小說翻譯而成。
原振俠也曾經在亦舒的《朝花夕拾》、《天若有情》、《弄潮兒》和《天秤座事故》等小說內出現。而且亦舒也遵循原振俠小說內的稱呼，叫衛斯理「那位先生」，白素「那位夫人」。

## 《原振俠系列》倪匡作品
香港出版: 1-14 博益集团 / 15-32 明窗
台湾出版: 皇冠 / 风云时代《天人》《海異》《血咒》《寶狐》《迷路》《靈椅》《奇緣》《精怪》
| - 001 天人 - 002 迷路 - 003 血咒 - 004 海異 - 005 寶狐 - 006 靈椅 - 007 奇緣 - 008 精怪 - 009 鬼界 - 010 魔女 - 011 降頭 | - 012 失魂 - 013 巫艷 - 014 愛神 - 015 尋找愛神 - 016 大犯罪者 - 017 幽靈星座 - 018 黑暗天使 - 019 迷失樂園 - 020 劫數 - 021 快活秘方 - 022 變幻雙星 | - 023 血的誘惑 - 024 催命情聖 - 025 黑白無常 - 026 自殺陰謀 - 027 假太陽 - 028 無間地獄 - 029 人鬼疑雲 - 030 魂飛魄散 - 031 宇宙殺手 - 032 天皇巨星 |

## 《原振俠新傳奇系列》沈西城作品
香港出版: 利文出版社
台湾出版: 书华出版社
| - 001 魔狼 - 002 药灵 - 003 魅琴 - 004 怪雨 - 005 巨震 - 006 妖气 - 007 邪神 - 008 破灭 - 009 复活 - 010 转世 | - 011 凶袭 - 012 心战 - 013 寻宝 - 014 非人 - 015 鬼道 - 016 反恐 - 017 恶梦游戏 - 018 魔鬼瘦身 - 019 无名战士 - 020 生命复本 - 021 生死追擊 |

## 電影

### 原振俠與衛斯理(The Seventh Curse)
1986年的香港電影，劇情是改編自原振俠小說中的《血咒》再加入衛斯理小說的意念拼湊出來的。
- 導演: 藍乃才

#### 演員表
- 周潤發 飾演 衛斯理
- 胡慧中 飾演 白素
- 錢小豪 飾演 原振俠
- 張曼玉 飾演 高彩虹
- 倪匡 飾演 倪匡
- 崔秀麗 飾演 芭珠
- 狄威 飾演 黑龍
- 徐錦江 飾演 大巫師

#### 故事
講述原振俠誤中血降，找衛斯理求救，二人遂到到泰國一不毛之地尋找解降方法。片末出現的怪物「老祖宗」，更徹底把電影變成一部恐怖電影，與「科幻」二字拉不上關係。倪匡亦有在此片客串演出。

## 電視劇 (無綫電視)
由於《原振俠系列》小說十分受歡迎，香港無綫電視遂與倪匡洽商拍成同名電視劇。《原振俠》，是無綫電視翡翠台劇集，於1993年3月1日首播，共20集，監製梅小青。主題曲《願你今夜別離去》，由黎明主唱。兩位女主角皆因原振俠而死，第一位女主角懂占卜，第二位女主角為改造人。

### 演員表
- 黎明 飾 原振俠
- 劉兆銘 飾 黃匡
- 李嘉欣 飾 黃絹
- 吳岱融 飾 金石
- 楊得時 飾 朱銅
- 洪　欣 飾 藍綾
- 王靖雯 飾 海棠
- 朱　茵 飾 雲彩
- 高　遠 飾 李芊芊
- 魏駿傑 飾 旭日王子
- 關海山 飾 榮耀
- 錢嘉樂 飾 莫名
- 李麗麗 飾 如茵
- 何英偉 飾 方進
- 劉秀萍 飾 良辰
- 胡櫻汶 飾 美景
- 胡越山 飾 楊飛
- 鍾漢良 飾 舞台劇舞蹈員

## 原振侠廣播劇
廣州電台於2008年起以粵語首播原振侠科幻傳奇系列，由主播講故事型式，共講了3個故事。
| - 《降頭》 - 《血咒》(共34集) - 《鬼界》(共24集) |

### 主播
- 安神
- 少爺明

## 歷代演過原振俠的男星
| 飾演原振俠的男星 | 年份   | 影視作品                | 簡介                                     |
| 演員錢小豪       | 1986年 | 香港電影                | 原振俠與衛斯理(The Seventh Curse)        |
| 演員黎明         | 1993年 | 香港無綫電視(TVB)電視劇 | 原振俠（The Legendary Ranger）           |
| 演員谷洋         | 2003年 | 大陸湖北電視台電視劇    | 少年王衛斯理/冒險王(Adventure Of Wisley) |

## 外部連結
- 無綫電視官方網頁(TVBI) - 原振俠 （页面存档备份，存于）